# Кушево (Великопольське воєводство)
Кушево (пол. Kuszewo, нім. Brombeere) — село в Польщі, у гміні Скоки Вонґровецького повіту Великопольського воєводства.
Населення — 105 осіб (2011).
У 1975-1998 роках село належало до Познанського воєводства.

## Демографія
Демографічна структура станом на 31 березня 2011 року:
|          | Загалом | Допрацездатний вік | Працездатний вік | Постпрацездатний вік |
| -------- | ------- | ------------------ | ---------------- | -------------------- |
| Чоловіки | 59      | 13                 | 41               | 5                    |
| Жінки    | 46      | 13                 | 29               | 4                    |
| Разом    | 105     | 26                 | 70               | 9                    |